# Siergiej Krawcow
Siergiej Tarasowicz Krawcow (ros. Сергей Тарасович Кравцов, ukr. Сергій Тарасович Кравцов, ur. 15 lutego 1948 w Charkowie) – radziecki kolarz torowy, dwukrotny medalista mistrzostw świata.

## Kariera
W 1968 roku Siergiej Krawcow wystartował na igrzyskach olimpijskich w Meksyku, gdzie odpadł w eliminacjach sprintu indywidualnego, a rywalizację w wyścigu na 1 km zakończył na ósmej pozycji. Na rozgrywanych trzy lata później mistrzostwach świata w Varese zdobył srebrny medal w indywidualnym sprincie, ulegając tylko Danielowi Morelonowi z Francji. Wynik ten Krawcow powtórzył na mistrzostwach świata w Montrealu w 1974 roku, gdzie wyprzedził go tylko Anton Tkáč z Czechosłowacji. Medal mógł zdobyć już na mistrzostwach świata w Leicester w 1970 roku, jednak w walce o podium w wyścigu na 1 km lepszy okazał się Anton Tkáč. Krawcow startował także na igrzyskach olimpijskich w Monachium w 1972 roku, gdzie ponownie odpad w eliminacjach sprintu oraz na rozgrywanych cztery lata później igrzyskach w Montrealu, w tej samej konkurencji zajmując piątą pozycję. Wielokrotnie zdobywał medale torowych mistrzostw kraju, w sprincie: srebrne w latach 1969, 1971, 1972 i 1975 oraz brązowy w 1976 roku, a także brązowy w wyścigu tandemów w 1968 roku.